# Rhodosphaera rhodanthema
Rhodosphaera rhodanthema är en sumakväxtart som först beskrevs av Ferdinand von Mueller, och fick sitt nu gällande namn av Adolf Engler. Rhodosphaera rhodanthema ingår i släktet Rhodosphaera och familjen sumakväxter. Inga underarter finns listade i Catalogue of Life.